# Miguel Vieira
Luís Miguel Vieira Silva (ur. 8 października 1990 w Amarante) – portugalski piłkarz występujący na pozycji obrońcy w CD Lugo.